# スーパー・ストリングス
『スーパー・ストリングス』（原題：The Rite of Strings）は、スタンリー・クラーク、アル・ディ・メオラ、ジャン＝リュック・ポンティが連名で1995年に発表したスタジオ・アルバム。3人ともエレクトリック楽器の多用で知られる奏者だが、本作にはアコースティック・セッションが収録された。

## 背景
当時アコースティック音楽に傾倒していたアル・ディ・メオラの提案により、アコースティック・トリオという形になった。また、スタンリー・クラークによれば、ドラムスを含まないアコースティック・トリオという構想は早い段階からあったが「ひとまずピアノを入れてみようかと話したけど、それはすぐにやめたよ。それからジャン＝リュックの名前が出てきて、それは良さそうだと感じた」とのことである。ジャン＝リュック・ポンティは後年、「当時はアコースティック・ヴァイオリンを弾けるかどうか猜疑的だったよ。私は5歳の頃から音楽学校を卒業するまでクラシック・ヴァイオリンを続けてきたけど、ジャズやロックに傾倒してアンプを使うようになってからは、エレクトリック・ヴァイオリニストとして個性を築いてきたからね」「家では（アコースティック・ヴァイオリンを）練習していたけど、ステージでは本当に弾いていなかった」と振り返っている。なお、クラークとディ・メオラは1970年代にリターン・トゥ・フォーエヴァーで活動を共にしており、ポンティは1972年にトニー・ウィリアムス率いるライフタイムでクラークと初共演したが、ディ・メオラとポンティの共演はこれが初めてだった。
3人は1994年7月よりヨーロッパ・ツアーを開始し、モントルー・ジャズ・フェスティバル出演時の模様は2005年にDVD『Live at Montreux 1994』としてリリースされている。そして1995年4月に本作を録音した。
「インディゴ」は、ディ・メオラが「ワールド・シンフォニア」というプロジェクトでリリースしたアルバム『ハート・オブ・ジ・イミグランツ』（1993年）で発表した曲の再演。「ルネッサンス」はポンティのリーダー・アルバム『極光』（1976年／原題：Aurora）からの曲の再演。クラークとチック・コリアの共作による「ソング・トゥ・ジョン」は、クラークのリーダー・アルバム『ジャーニー・トゥ・ラヴ』（1975年）で発表された曲の再演で、クラークとポンティは2005年、ディ・メオラの代わりにバンジョー奏者のベラ・フレックを迎えた「トリオ!」というユニットのライヴでも同曲を演奏している。
本作のリリースに伴い、北米、南米、ヨーロッパで6か月にわたるツアーが行われた。また、3人は2003年11月にクラーク主催のベネフィット・コンサートでも共演し、2004年には再び北米ツアーを行っている。

## 反響・評価
アメリカの『ビルボード』では、コンテンポラリー・ジャズ・アルバム・チャートで最高4位を記録。
ロバート・テイラーはオールミュージックにおいて5点満点中4点を付け「完成度、音楽性、作曲、即興演奏のいずれも一級品」と評している。また、Bill Kohlhaaseは『ロサンゼルス・タイムズ』紙のレビューにおいて4点満点中3点を付け「ここで聴ける最大のスリルはクラークのアップライト演奏」「参加者達のエレクトリック楽器演奏の熱狂的なファンをがっかりさせるかもしれない。しかし一方で、そうしたファンもアコースティック・サウンドの可能性に耳を傾けることだろう」と評している。

## 収録曲
1. インディゴ - "Indigo" (Al Di Meola) - 7:13
2. ルネッサンス - "Renaissance" (Jean-Luc Ponty) - 4:36
3. ソング・トゥ・ジョン - "Song to John" (Stanley Clarke, Chick Corea) - 6:03
4. チリアン・パイプ・ソング - "Chilean Pipe Song" (Di Meola) - 6:14
5. トパンガ - "Topanga" (Clarke) - 5:56
6. モロッコ - "Morocco" (Di Meola) - 5:44
7. チェンジ・オブ・ライフ - "Change of Life" (Ponty) - 5:29
8. ソフィアの唄 - "La Cancion De Sofia" (Clarke) - 8:33
9. メモリー・キャニオン - "Memory Canyon" (Ponty) - 6:00

## 参加ミュージシャン
- スタンリー・クラーク - アコースティック・ベース
- アル・ディ・メオラ - アコースティック・ギター
- ジャン＝リュック・ポンティ - ヴァイオリン